# 混合固态硬盘

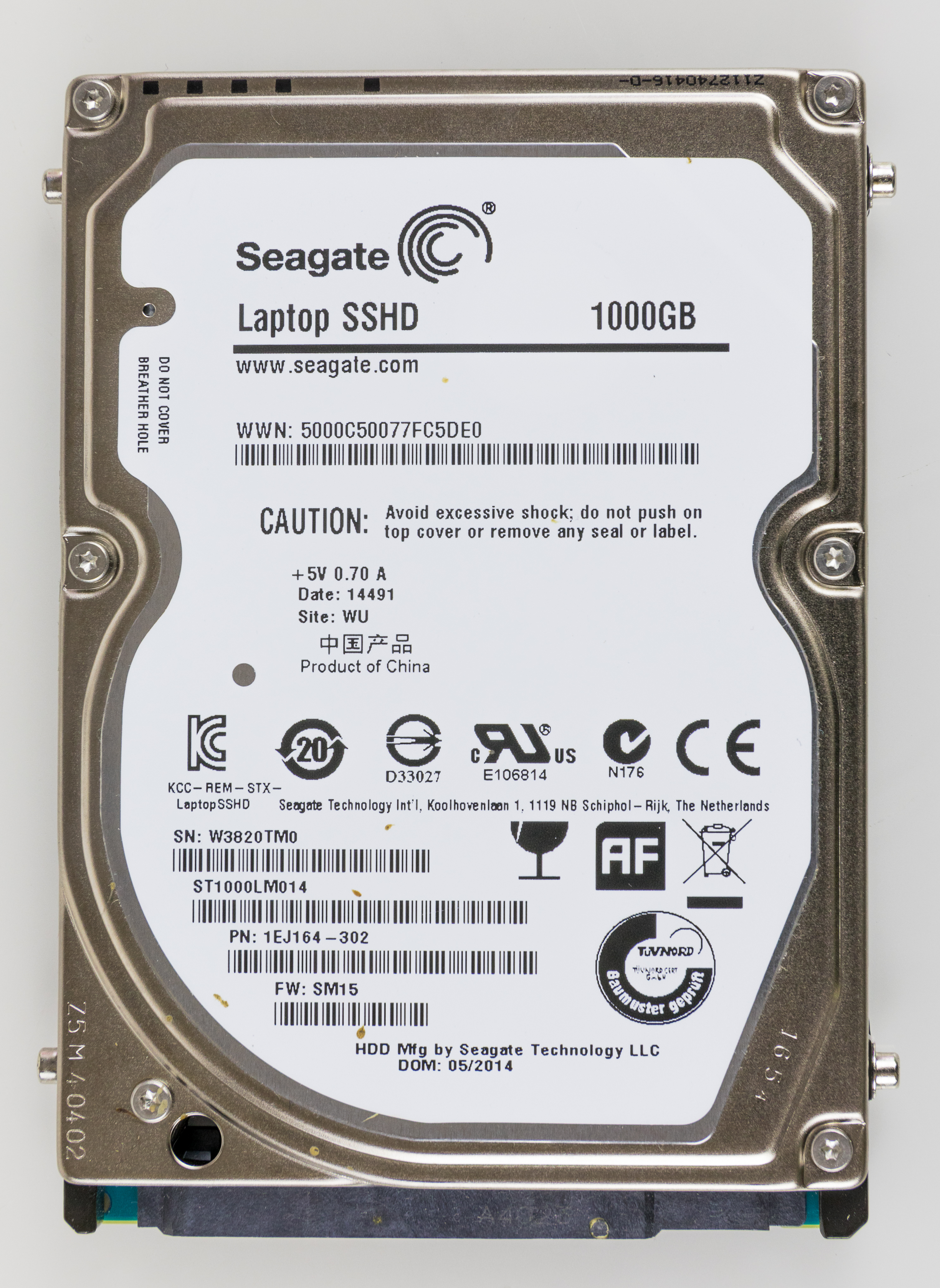
SSHD Seagate 1000Gb

混合固态硬盘（英語：或），简称混合硬盘、SSHD或混合碟，是一种计算机的存储设备，与普通硬盘结构大致相同，但还内置了固态硬盘的闪存颗粒，使这种硬盘能达到近乎固态硬盘的读取速度。

## 概要
有兩種主要的“混合”存儲技術將 NAND 閃存或 SSD 與 HDD 技術相結合：雙驅動器混合系統和固態混合驅動器。

## 優缺點
虽然混合硬盘相对于普通硬盘来说有很多优点（如能达到近乎固态硬盘的读取速度、安全性较普通硬盘来说较好），但写入速度（尤其是小文件的写入）与价格等方面相对于固态硬盘来说并没有太大优势，而且目前人们普遍都采用双硬盘（固态硬盘+傳統硬盘）组合使用，导致混合硬盘的市场并不是很大。

## 另見
- 硬碟
- ReadyBoost